# Шангај (Болоња)
Шангај (итал. Sciangai) је насеље у Италији у округу Болоња, региону Емилија-Ромања.
Према процени из 2011. у насељу је живело 53 становника. Насеље се налази на надморској висини од 66 м.